# Chiesa di San Nicola (Capraia Isola)
La chiesa di San Nicola è un luogo di culto cattolico che si trova in piazza Milano a Capraia Isola.
È la parrocchiale dell'attuale centro abitato, nato nell'XI secolo attorno al Forte di San Giorgio. La chiesa che, secondo la tradizione, deve il proprio nome alla statua lignea di San Nicola ripescata in mare e tuttora visibile all'interno, è impostata su tre navate separate da pilastri e caratterizzata da decorazioni a stucco eseguite nel XVIII secolo da maestranze locali.
Lungo le navate si aprono numerose cappelle, tra cui quella di Sant'Erasmo, tradizionalmente di pertinenza dei pescatori, e quella di Sant'Agostino. Di un certo interesse sono anche la tela dell'Annunciazione (primo quarto del XVIII secolo), e quella raffigurante la Vergine con Santa Caterina e San Domenico (1665). Nell'abside è il coro ligneo settecentesco, sovrastato dalla cantoria e dall'organo a canne, costruito nel XVII secolo per il convento di San Francesco in Bastia (Corsica) e ivi trasferito nel 1793.

## Altre immagini

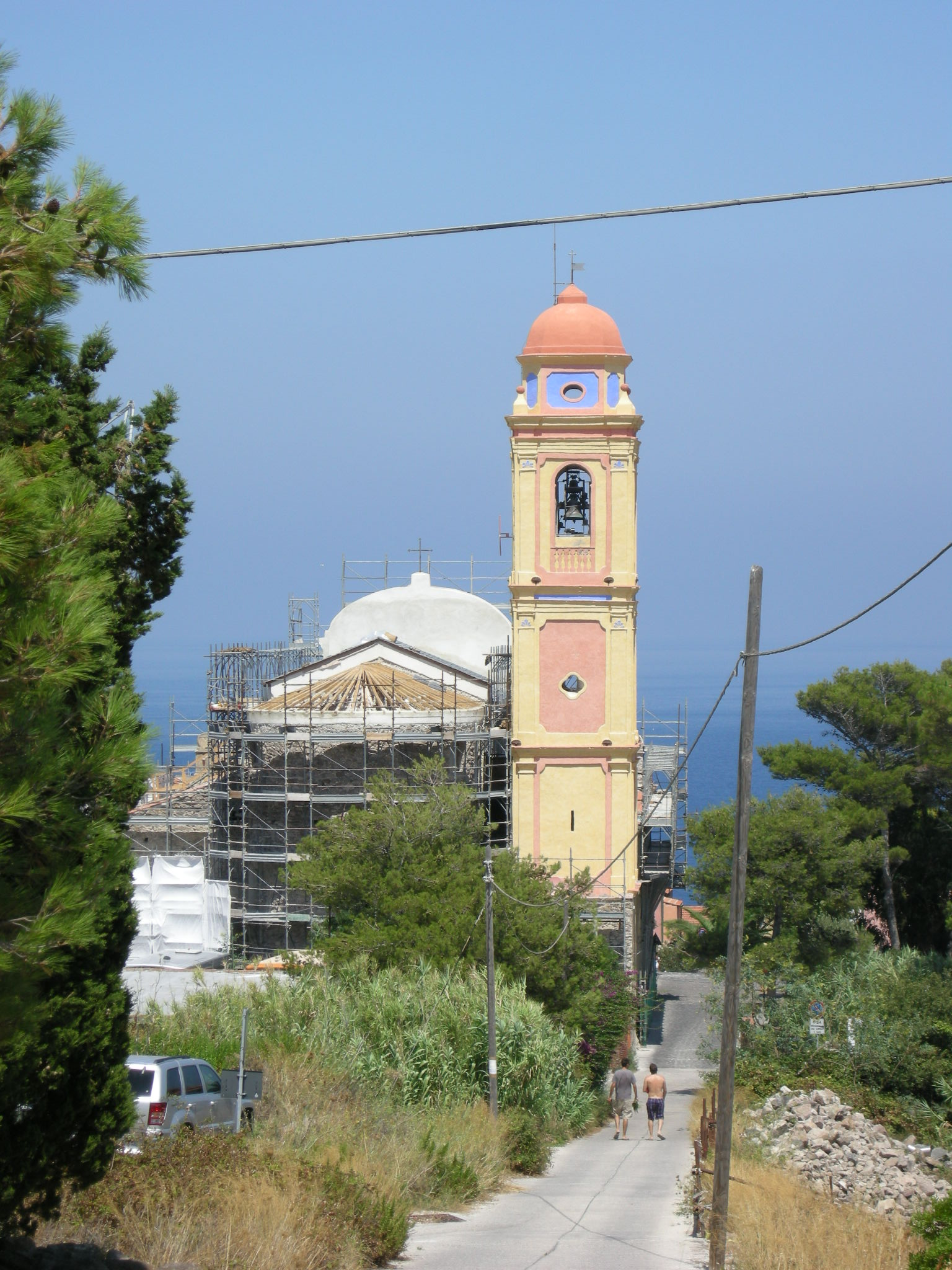
Il campanile
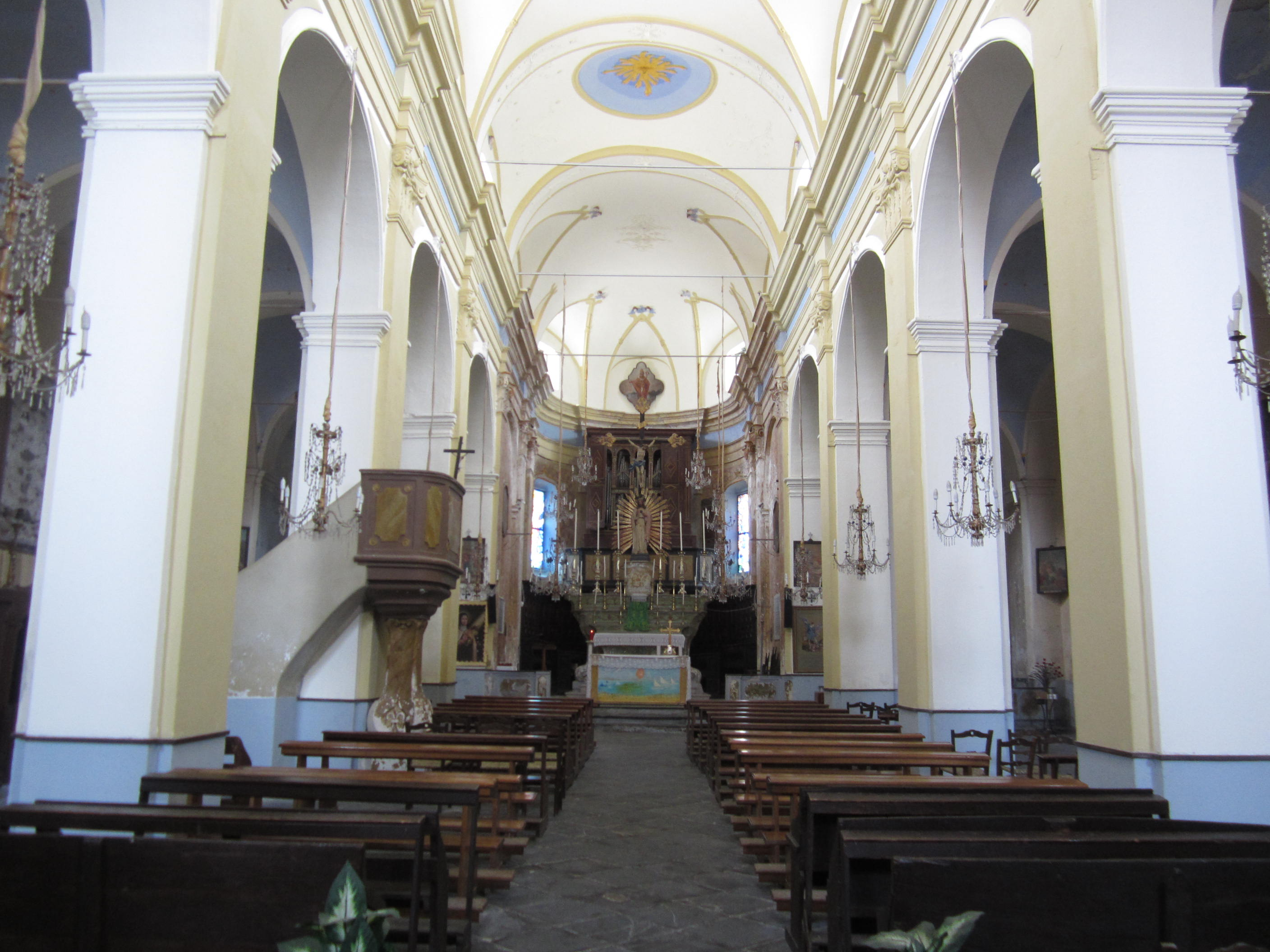
Interno